# Macaranga beillei
Espèce
Statut de conservation UICN

 VU B1+2c : Vulnérable
Macaranga beillei est une espèce de plantes à fleurs de la famille des Euphorbiaceae.

## Publication originale
- Bulletin of Miscellaneous Information, Royal Gardens, Kew 1910: 239. 1910.